# 雨乞の滝
雨乞の滝（あまごいのたき）は、徳島県名西郡神山町にある滝。日本の滝百選、四国のみずべ八十八カ所、とくしま88景、とくしま水紀行50選に選定されている。

## 概要
中部山渓県立自然公園の指定区域、吉野川の下流で合流する鮎喰川の支流の高根谷川水域にある。右に落差45メートルを三段に落ちる雌滝と、左に落差27メートルの直落の雄滝を配する夫婦滝である。
滝の名の由来は、かつてこの地の農民が干魃の際に、ここで蓑笠を着て鐘・太鼓を打ち鳴らして雨乞いを行ったことに由来する。滝には竜王神と不動尊が祀られている。
神領字谷（雨乞の滝駐車場）より遊歩道沿いに、うぐいす滝、不動滝、地獄淵、もみじ滝、観音滝があり、その上流に雨乞の滝がある。特に紅葉時期は美しい。滝の上方の標高700メートル地点には卑弥呼伝説の残る高根山悲願寺がある。

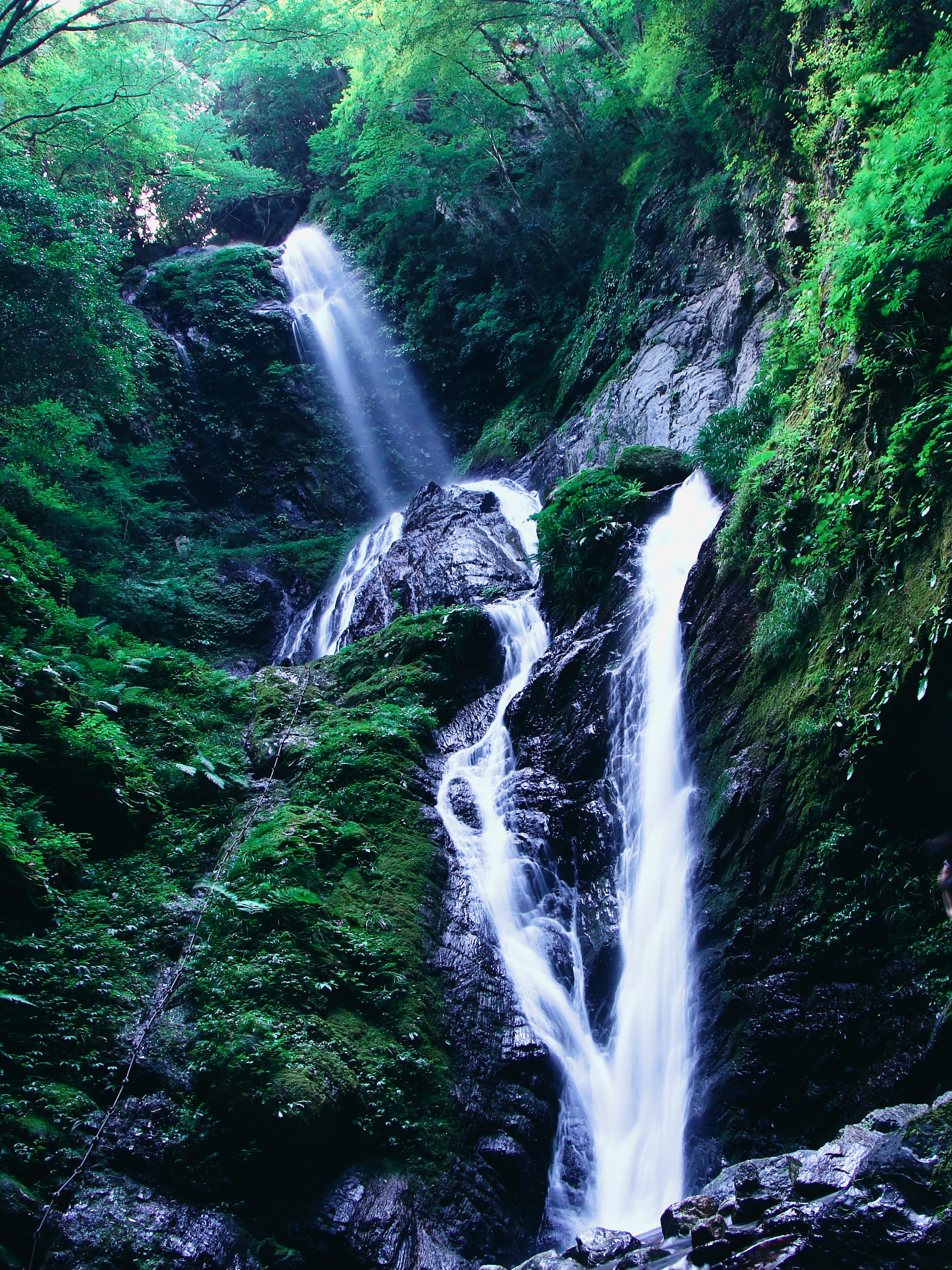
雌滝

## アクセス
- JR徳島駅より徳島バス神山線・佐那河内線「寄井中」停留所下車、所要時間1時間。停留所より徒歩60分
- 車の場合は、国道438号より神山町役場を過ぎ、寄井中バス停より高根谷川沿いに2.3キロメートル南進、無料駐車場あり。駐車場より徒歩20分。

## 周辺情報
- 神山温泉
- ACN・コットンフィールド神山
- 悲願寺